# Chiamami aquila
Chiamami aquila (Continental Divide) è un film del 1981 diretto da Michael Apted e interpretato, fra gli altri, da John Belushi e Blair Brown.
La produzione esecutiva del film è stata di Steven Spielberg e di Bernie Brillstein. Il film venne prodotto da Bob Larson e la storia scritta da Lawrence Kasdan.

## Trama
Ernie Souchak, è un famoso giornalista del Sun-Times, un quotidiano di Chicago. Malgrado la fama è un uomo molto semplice, conosciuto dal giornalaio e dalle prostitute che vivono nel quartiere in cui abita. Con le rivelazioni di un impiegato comunale, il signor Hellinger, conduce un'inchiesta giornalistica contro l'assessore affarista corrotto Yablonowiz che lo fa aggredire e picchiare.
Il direttore del giornale, Howard McDermot, suo amico, lo convince così ad allontanarsi dalla città. La scusa è l'incarico di intervistare Nell Porter, una giovane ornitologa che studia il comportamento delle aquile calve, una specie in estinzione, sulle Montagne Rocciose, ove lo invia. Ernie e Nell, prima non si sopportano, poi tra loro scoppia l'amore. Ernie ha un incidente mentre è in montagna e così rimane con Nell per più due settimane, durante le quali avrà uno scontro con un puma. Tornato a Chicago, Ernie non riesce a reinserirsi nella vita cittadina e nel suo lavoro di giornalista. Innamorato, continua a pensare a Nell e non riesce nemmeno più a scrivere. Hellinger, l'impiegato del municipio che gli aveva passato le informazioni, viene ritrovato morto: sembra un incidente.
Ernie, riprende la sua indagine ma Yablonowitz, che è stato il mandante dell'omicidio, gli fa saltare in aria l'appartamento. Il giornalista dimostra così l'implicazione dell'assessore nella morte dell'impiegato e questi fugge dalla città. Nel frattempo Nell è a Chicago per una conferenza sulle aquile calve. Si rivedono e riscoppia tra loro la passione. Ernie le fa conoscere il suo mondo e la vita di città. Nell si rende conto di come sia famoso e quanto sia importante il suo lavoro e come le loro vite siano legate ad ambienti diversi che li allontanano. Nell riparte in treno per le Montagne Rocciose. Ernie non può fare a meno di lei e la segue, prima per una sola fermata, poi sino alle montagne, dove si sposano, con la promessa di rincontrarsi. Il loro amore a distanza è come quello delle aquile calve che si uniscono in amore inseguendosi, volando, tenendosi aggrappate per gli artigli, cadendo in una specie di danza e vicinissimi al terreno, si rilasciano per non sfracellarsi al suolo.

## Produzione
Il film richiese più soldi del previsto, soprattutto per realizzare le riprese in montagna e in luoghi di difficile accesso. Per riprendere le aquile furono necessari degli addestratori ed un cameraman specializzato (David F. Oyster). Le riprese di queste scene furono complicate, e richiesero più tempo di quanto si prevedesse. Le riprese iniziarono ad agosto del 1980 e terminarono alla fine di agosto del 1981.
Steven Spielberg, che aveva già lavorato con John Belushi in, 1941 - Allarme a Hollywood e The Blues Brothers, avrebbe dovuto dirigere il film, ma cambiò idea dopo il modesto successo riscosso con 1941 - Allarme a Hollywood. Fu comunque, del film, il produttore esecutivo.
Il personaggio di Ernie Souchak, interpretato da John Belushi, è ricalcato sulla figura, realmente esistita, del famoso giornalista del Chicago Sun-Times, Mike Royko.

## Distribuzione
Il film è stato distribuito nelle sale cinematografiche italiane nel marzo del 1982.

### Data di uscita
Le date di uscita internazionali sono state:
- 18 settembre 1981 negli Stati Uniti d'America (Continental Divide)
- 18 dicembre 1981 in Germania Ovest (Zwei wie Katz und Maus)
- 25 dicembre 1981 in Svezia (Kalla mig Örnie)
- 8 gennaio 1982 in Australia (Continental Divide)
- 2 marzo 1982 in Italia[3]
- 5 novembre 1982 in Portogallo (Nunca Digas Adeus)
- 28 gennaio 1983 in Finlandia (Nimeni on Kotkis)

## Accoglienza
I fan che si aspettavano uno dei suoi soliti ruoli comico-demenziali, non seppero apprezzare la storia e la comicità più matura del film, ricco di battute e scene divertenti. Fu un'élite, tra cui il fratello di John, Jim Belushi che riconobbe nel film uno dei più maturi e migliori dell'attore. Malgrado ciò l'incasso non fu vantaggioso, visti anche i costi elevati.